# Мус (озеро, Манитоба)
Мус (англ. Moose Lake) — озеро в провинции Манитоба в Канаде. Расположено на западе провинции, севернее озера Сидар. Площадь водной поверхности 1340 км². Высота над уровнем моря 255 метра, колебания уровня озера до 0,73 метров. Ледостав с ноября по июнь.